# Partick Thistle FC
Partick Thistle is een Schotse voetbalclub uit Glasgow.
De club werd in 1876 opgericht in Partick dat toen niet bij Glasgow behoorde (het werd pas in 1912 bij Glasgow gevoegd).
In 1897 speelde de club voor de eerste keer in de hoogste klasse waar ze in totaal 80 seizoenen speelde. Tot midden jaren 80 was de club een van de betere clubs in Schotland maar sindsdien gaat het minder goed met de club.
Bijna ging de club failliet in 1998 maar de fans zetten een benefietactie op zodat Partick kon gered worden, wel degradeerde de club naar de derde klasse. In 2001 kon de club terug naar de tweede klasse promoveren en het volgende seizoen schoten ze zelfs terug door naar de eerste. In 2004 werden ze laatste en degradeerden ze terug naar de tweede klasse. De doelstelling voor 2004/05 was terugkeren naar de hoogste klasse, maar in de plaats daarvan zakte de club opnieuw naar de derde. Het was de eerste keer in de geschiedenis dat een Schotse club van de eerste klasse in het daaropvolgende seizoen meteen ook naar de derde klasse degradeert.

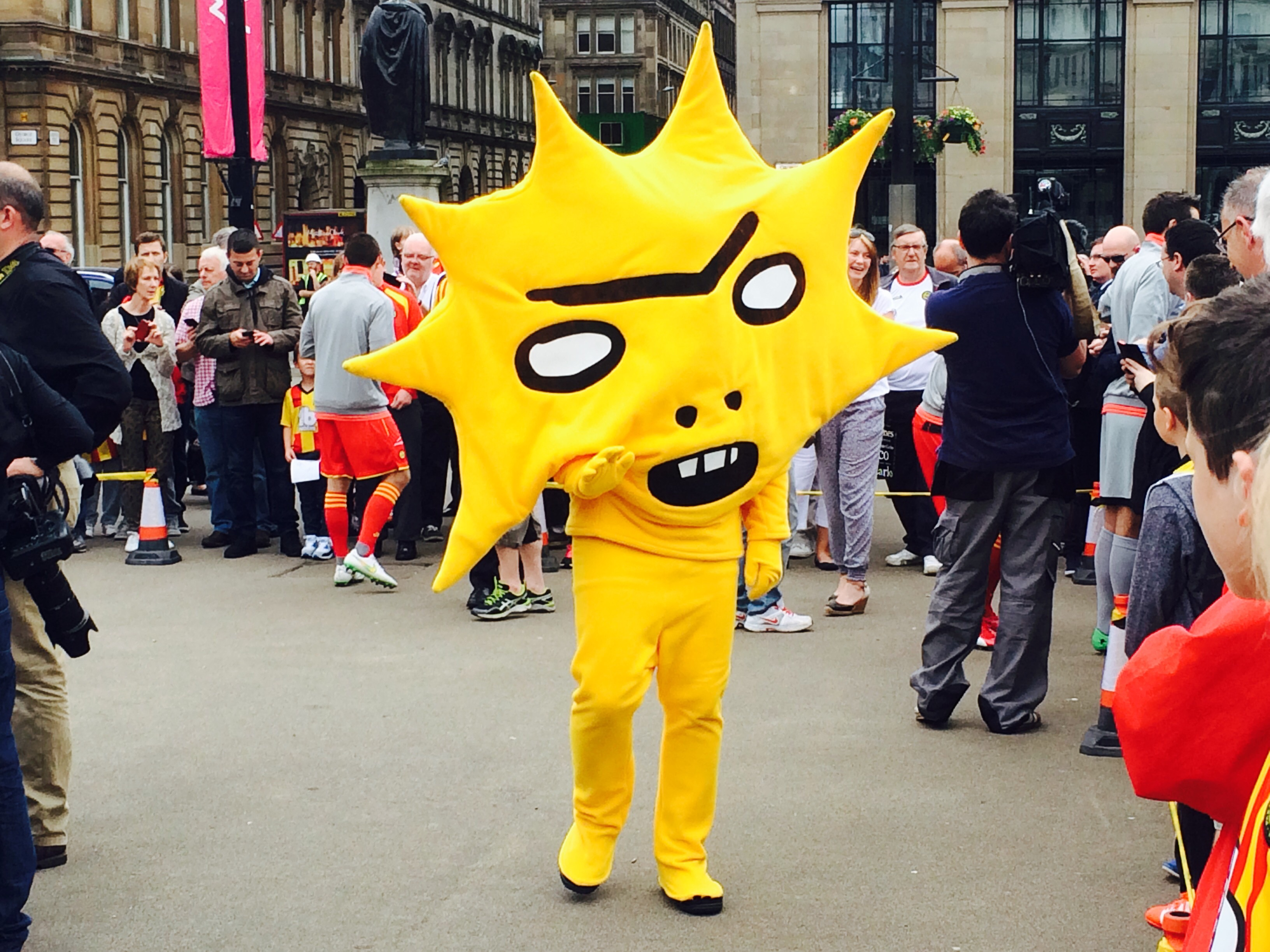
Club Mascotte, Kingsley

De club kon het spelen in de derde klasse tot 1 jaar beperken en in 2006/07 speelt de club opnieuw in de tweede klasse.
Vanaf het seizoen 2013/14 komt de club opnieuw uit in de eerste klasse.
In het seizoen 2017/18 had de club moeite om in het het Scottish Premiership te blijven. In de laatste speelronde wisten ze directe degradatie te ontlopen, maar dat was tevergeefs. In de play-offs verloren ze zowel uit als thuis van Livingston FC.

## Erelijst
- Scottish Football League First Division

Winnaar (6): 1896/97, 1899/00, 1970/71, 1975/76, 2001/02, 2012/13
- Scottish Football League Second Division

Winnaar (1): 2000/01
- Scottish League One

Winnaar (1): 2020/21
- Scottish Cup

Winnaar (1): 1921
Runner-up (1): 1930
- Scottish League Cup

Winnaar (1): 1972
Runner-up (3): 1954, 1957, 1959
- Scottish League Challenge Cup

Runner-up (1): 2013
- Glasgow Cup

Winnaar (6): 1935, 1951, 1953, 1955, 1961, 1981
Runner-up (11): 1889, 1901, 1912, 1915, 1918, 1920, 1933, 1937, 1960, 1967, 1969

## Overzichtslijsten

### Eindklasseringen
| 5 |

| 3 |

| 11 |

| 7 |

| 6 |

| 6 |

| 9 |

| 3 |

| 9 |

| 9 |

| 8 |

| 6 |

| 9 |

| 9 |

| 11 |

| 7 |

| 3 |

| 7 |

| 11 |

| 12 |

| 12 |

| 10 |

| 14 |

| 18 |

| 1 |

| 7 |

| 13 |

| 11 |

| 13 |

| 1 |

| 5 |

| 7 |

| 8 |

| 7 |

| 6 |

| 9 |

| 4 |

| 3 |

| 11 |

| 8 |

| 8 |

| 8 |

| 8 |

| 8 |

| 4 |

| 2 |

| 8 |

| 9 |

| 8 |

| 9 |

| 6 |

| 9 |

| 8 |

| 5 |

| 1 |

| 1 |

| 10 |

| 12 |

| 9 |

| 4 |

| 7 |

| 6 |

| 2 |

| 6 |

| 5 |

| 6 |

| 1 |

| 10 |

| 8 |

| 9 |

| 6 |

| 11 |

| 6 |

| 10 |

| 1 |

| 4 |

| 4 |

| 3 |

| 4 |

| Niveau 1 | Niveau 2 | Niveau 3 | Niveau 4 |

| Periode    | Niveau 1                | Niveau 2              | Niveau 3            | Niveau 4            |
| 1893-1975  | Division One            | Division Two          | Division Three      | --                  |
| 1975-1998  | Premier Division        | First Division        | Second Division     | Third Division      |
| 1998-2013  | Scottish Premier League | First Division        | Second Division     | Third Division      |
| 2013-heden | Scottish Premiership    | Scottish Championship | Scottish League One | Scottish League Two |

### Seizoensresultaten vanaf 1999
| Seizoen | Competitie               | Niveau | Eindstand | Tsch  | Scottish Cup | Opmerking                                                                                                  |
| ------- | ------------------------ | ------ | --------- | ----- | ------------ | --- |
| 1998/99 | Scottish Second Division | III    | 8         | ?     | 3e ronde     | |
| 1999/00 | Scottish Second Division | III    | 5         | 2.278 | kwartfinale  | |
| 2000/01 | Scottish Second Division | III    | 1         | 2.917 | 3e ronde     | |
| 2001/02 | Scottish First Division  | II     | 1         | 4.434 | halve finale | |
| 2002/03 | Scottish Premier League  | I      | 10        | 5.751 | 3e ronde     | |
| 2003/04 | Scottish Premier League  | I      | 12        | 4.924 | kwartfinale  | |
| 2004/05 | Scottish First Division  | II     | 9         | 3.455 | 3e ronde     | |
| 2005/06 | Scottish Second Division | III    | 4         | 2.485 | kwartfinale  | pd-wedstrijden > Peterhead FC: 1-2 (T) / 2-1 (402 n.s.) (U)                                                |
| 2006/07 | Scottish First Division  | II     | 7         | 2.592 | kwartfinale  | |
| 2007/08 | Scottish First Division  | II     | 6         | 2.591 | kwartfinale  | |
| 2008/09 | Scottish First Division  | II     | 2         | 2.956 | 4e ronde     | |
| 2009/10 | Scottish First Division  | II     | 6         | 2.577 | 4e ronde     | |
| 2010/11 | Scottish First Division  | II     | 5         | 2.024 | 8e finale    | League-topscorer: Kris Doolan (15)                                                                         |
| 2011/12 | Scottish First Division  | II     | 6         | 2.345 | 4e ronde     | |
| 2012/13 | Scottish First Division  | II     | 1         | 3.614 | 4e ronde     | |
| 2013/14 | Scottish Premiership     | I      | 10        | 5.001 | 4e ronde     | |
| 2014/15 | Scottish Premiership     | I      | 8         | 3.777 | 8e finale    | |
| 2015/16 | Scottish Premiership     | I      | 9         | 3.800 | 8e finale    | |
| 2016/17 | Scottish Premiership     | I      | 6         | 4.154 | kwartfinale  | |
| 2017/18 | Scottish Premiership     | I      | 11        | 4.580 | 8e finale    | pd-wedstrijden > Livingston FC: 1-2 (U) / 0-1 (T)                                                          |
| 2018/19 | Scottish Championship    | II     | 6         | 3.043 | kwartfinale  | |
| 2019/20 | Scottish Championship    | II     | 10        | 2.699 | 4e ronde     | competitie afgebroken i.v.m. coronapandemie                                                                |
| 2020/21 | Scottish League One      | III    | 1         | 0     | 3e ronde     | |
| 2021/22 | Scottish Championship    | II     | 4         | 2.667 | 8e finale    | kwartfinale play-offs > Inverness Caledonian Thistle FC: 1-2 (T) / 0-1 (U)                                 |
| 2022/23 | Scottish Championship    | II     | 4         | 3.123 | 8e finale    | pd-wedstrijden > Ross County FC: 2-0 (T) / 1-3 (4-5 n.s.) (U)                                              |
| 2023/24 | Scottish Championship    | II     | 3         | 3.517 | 8e finale    | halve finale play-offs > Raith Rovers FC: 1-2 (T) / 2-1 3-4 n.s.) (U); League-topscorer: Brian Graham (20) |
| 2024/25 | Scottish Championship    | II     | 4         |       | 3e ronde     | halve finale play-offs > Livingston FC: 0-2 (T) / 0-2 (U)                                                  |
| 2025/26 | Scottish Championship    | II     | .         |       |              | |

### Partick in Europa
#R = #ronde, 1/8 = achtste finale, T/U = Thuis/Uit, W = Wedstrijd, PUC = punten UEFA coëfficiënten .
Uitslagen vanuit gezichtspunt Partick Thistle FC
| Seizoen                                                    | Competitie           | Ronde        | Land                   | Club               | Totaalscore | 1e W    | 2e W    | PUC |
| ---------------------------------------------------------- | -------------------- | ------------ | ---------------------- | ------------------ | ----------- | ------- | ------- | --- |
| 1963/64                                                    | Jaarbeursstedenbeker | 1R           | Vlag van Noord-Ierland | Glentoran FC       | 7-1         | 4-1 (U) | 3-0 (T) | 6.0 |
|                                                            |                      | 1/8          | Vlag van Tsjechië      | Spartak Brno       | 3-6         | 3-2 (T) | 0-4 (U) | 6.0 |
| 1972/73                                                    | UEFA Cup             | 1R           | Vlag van Hongarije     | Budapest Honvéd FC | 0-4         | 0-1 (U) | 0-3 (T) | 0.0 |
| 1995                                                       | Intertoto Cup        | Groep 6      | Vlag van Frankrijk     | FC Metz            | 0-1         | 0-1 (U) |         | 0.0 |
|                                                            |                      | Groep 6      | Vlag van Oostenrijk    | Linzer ASK         | 2-2         | 2-2 (U) |         | 0.0 |
|                                                            |                      | Groep 6      | Vlag van Kroatië       | NK Zagreb          | 1-2         | 1-2 (T) |         | 0.0 |
|                                                            |                      | Groep 6 (4e) | Vlag van IJsland       | ÍB Keflavik        | 3-1         | 3-1 (T) |         | 0.0 |
| Totaal aantal behaalde punten voor UEFA coëfficiënten: 6.0 |                      |              |                        |                    |             |         |         |     |

Zie ook
- Deelnemers UEFA-toernooien Schotland
- Ranglijst van alle clubs die in de diverse Europa Cups zijn uitgekomen

## Bekende (oud-)spelers
- Graham Dorrans
- Andy Wilkinson
- Frédéric Frans
- Glenn Daniëls